# William Barbey

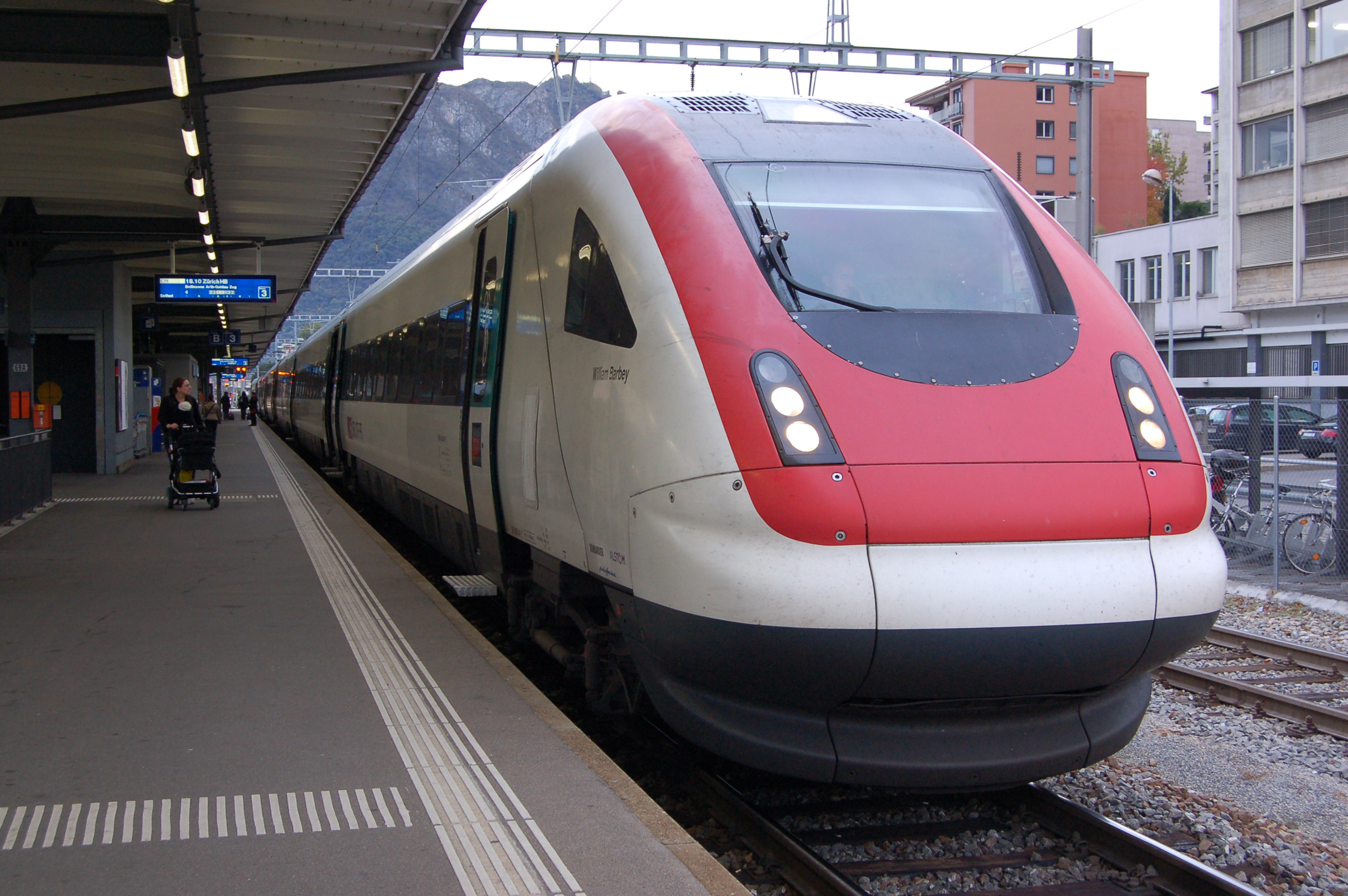
Elettrotreno RABDe 500 041-9 William Barbey delle FFS.

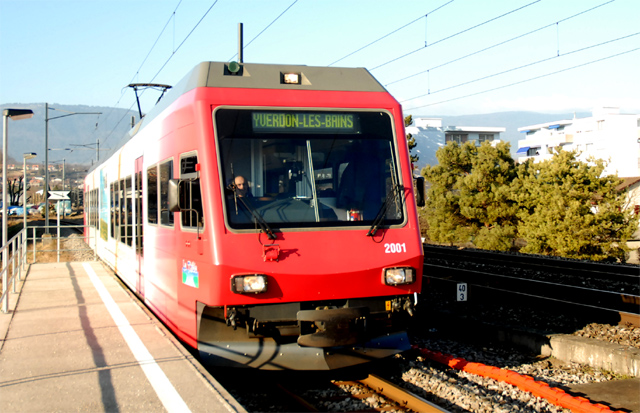
Elettrotreno Be 2/6 2001 La Thièle della ferrovia Yverdon–Sainte-Croix presso la fermata di Yverdon William Barbey.

William Barbey (Genthod, 14 luglio 1842 – Chambésy, 18 novembre 1914) è stato un ingegnere svizzero, costruttore di ferrovie, botanico e filantropo. Finanziò e costruì la Ferrovia Yverdon–Sainte-Croix.

## Storia
William Barbey nacque il 14 luglio del 1842 a Genthod, da Henri ed Hélène-Marie Iselin . Dopo aver frequentato l'Accademia di Ginevra studiò ingegneria alla Scuola centrale di Parigi. Tra 1862 e 1869 fu a New York impiegato presso una ditta di esportazioni. In seguito al matrimonio con Caroline Boissier si appassionò agli studi di botanica e si dedicò alla raccolta di erbe in Spagna, Palestina, Grecia e Asia minore. Nel 1885 fondò il Bulletin de l'herbier Boissier, che dal 1910 divenne il Bulletin de la Société botanique de Genève. Barbey fu attivo nella Chiesa libera di Chexbres, e sostenne tenacemente l'osservanza del riposo domenicale, promuovendo anche iniziative per il fermo delle automobili durante la domenica. Finanziò la costruzione della ferrovia Yverdon-Sainte-Croix alla condizione che i treni circolassero solo nei giorni feriali. Fu nominato cittadino onorario di Valeyres-sous-Rances e di Sainte-Croix. Fu attivissimo nella lotta contro l'alcolismo e nel 1880, a Losanna, aprì un centro per la disintossicazione dall'alcool. Si impegnò anche in politica e nel Consiglio cantonale di Vaud fu deputato liberale dal 1885 al 1909. Morì il 18 novembre 1914 a Chambésy.

## Pubblicazioni
- Johann Müller, William Barbey, Lichenes Palaestinenses: s. enumeratio lichenum a cl. et amic. W. Barbey-Boissier, Palaestina lectorum, 1884.
- William Barbey, Cousinia layardi Ball et Barbey, Ed. Impr. G. Bridel, 1890.
- William Barbey, Cypripedium Calceolus × Macranthos, Ed. G. Bridel, 1891.
- William Barbey, Bryum Haistii Schimper, 1897.

### Libri
- Carlo De Stefani, c.j. Forsyth, William Barbey, Karpatho: etude geologique, paleontologique et botanique, 1894.
- William Barbey, Edmond Boissier, Charles Immanuel Forsyth Major, Thomas Pichler, Lydie, Lycie, Carie, 1842, 1883, 1889: Études botaniques, 1890.
- William Barbey, Epilobium genus a cl. Ch. Cuisin illustratum, Ed. G. Bridel, 1885.
- Emile Burnat William Barbey, Notes sur un voyage botanique: dans les iles Baléares et dans la province de Valence (Espagne) mai-juin 1881, Ed. H. Georg, 1882.
- Caroline Barbey-Boissier William Barbey, Herborisations au Levant : Ègypte, Syrie et Méditerranée, 1882.

## Onorificenze
- Membro della Società Vaudese di Scienze naturali[2]

### Zoologia
- Delphynium barbeyi Hunth Hunth[3]

### Botanica
- (Apiaceae) Freyera barbeyi (Freyn) Rech.f.[4]
- (Asteraceae) Centaurea barbeyi (Albov) Sosn.[5]
- (Campanulaceae) Campanula barbeyi Peer[6]
- (Crassulaceae) Cotyledon barbeyi Schweinf. ex [Penz.[7]
- (Leguminosae) Trifolium barbeyi Gibelli & Belli[8]
- (Malpighiaceae) Gaudichaudia barbeyi Chodat[9]
- (Orchidaceae) Cypripedium barbeyi E.G.Camus, Bergon & A.Camus[10]
- (Poaceae) Eragrostis barbeyi Post[11]
- (Ranunculaceae) Delphinium barbeyi Huth[12]
- (Rosaceae) Rubus barbeyi Favrat & Gremli[13]
- (Saxifragaceae) Chrysosplenium barbeyi N.Terracc.[14]
- (Scrophulariaceae) Verbascum barbeyi Post[15]